# 탐나는도다
《탐나는도다》는 대한민국의 만화가 정혜나의 장편만화이다. 헨드릭 하멜의 조선 이야기인 《하멜 표류기》를 모티프로 하였다. 제주도(탐라도) 좀녀(해녀) 버진이 제주로 표류한 영국 귀족 윌리엄과 한양 귀양다리 박규를 만나면서 벌이는 코미디이다.

## 개요

### 시즌 1,2
시즌 1 (1권~6권 중반)에서는 좀녀 버진이 우연히 바닷가에 표류한 윌리엄을 구해주고, 거기에 제주도 귀양다리 박규가 얽히는 이야기를 다루고 있다. 시즌 2 (6권 후반 ~ 14권)에서는 한양으로 압송된 윌리엄을 구하기 위해 제주민 버진이 월해금법(제주 여자는 제주도 밖으로 나갈 수 없게 하는 법)을 어기고 한양으로 간 이야기를 다루고 있다.

### 만화 연재 및 드라마화
2007년 격주간 만화잡지 《윙크》에서 연재됐으며 2011년 14권으로 완결되었다. 이 작품을 원작으로 한 드라마《탐나는도다》는 2009년 8월 8일부터 2009년 9월 27일까지 문화방송에서 주말연속극으로 방영되었다.

### 줄거리와 등장인물

#### 줄거리
1640년(경진년) 영국, 고귀한 집안의 자제 윌리엄의 취미는 동양 물건 사들이기, 거의 중독이라고 할 만큼 오리엔탈리즘에 푹 빠져 가업을 잇는 것도, 사업을 새로 벌이는 것도, 연애도, 학업도 모두 제쳐두고 있다. 매일매일 어머니의 구박을 피해 얀을 통해 사들인 동양의 물건을 분석하고 감상하는 것이 낙인 윌리엄은 어느 날, 조선의 요강을 보고 이것의 정체가 무엇인가 너무나도 궁금해 한다. 단순한 요강을 신비로운 도자기라 믿고 나가사키에서 돌아온 네덜란드 사람 얀에게 도자기에 대해 이것저것 묻던 윌리엄은 선을 보라는 어머니의 강요에 못 이겨 가출을 결심하고 얀에게 부탁하여 꿈에도 그리던 동양으로 가는 네덜란드 무역선에 밀항한다. 나가사키로 가는 길고 긴 항해 동안 마치 스파이처럼 숨어 다니며 항해를 즐기던 윌리엄은 폭풍우를 만나 배가 난파되고 어딘지 모를 이상한 섬(제주도)으로 떠밀려온다.

#### 등장인물
장버진
제주도 대정현 산방골에 사는 열다섯살의 좀녀(해녀). 꽃다운 나이에 반농반어에 시달리며 언젠가는 제주도를 벗어나고 말겠다는 소망을 지니고있다. 굳은 심지와 발랄한 성격에 씩씩함까지 갖추었다. 난파되어 제주도에 떠밀려 온 윌리엄을 보고 ‘푸른 눈 소나이(사나이)’라 부르며 숨겨주고 먹여주고 챙겨준다. 어망(제주도 말로 엄마)의 말씀대로 윌리엄을 애완동물로 키우며 한편으로는 윌리엄이 자신을 데리고 갑갑한 제주도에서 벗어나 드넓은 세계로 이끌어줄 것을 굳게 믿고있다. 귀양다리 박규가 버진이네 집에서 숙식하면서 윌리엄의 존재가 노출되고 그 과정에서 버진과 윌리엄, 규의 삼각관계가 형성되기 시작한다. 윌리엄이 점차 사람들에게 발각되어가고 진상품 도난사건이 얽히면서 윌리엄에게 해가 갈까 불안해한다. 또한 박규에 대해서도 여지것 알아왔던 귀양다리와 다른 행색에 의아해한다. 진상품 도난사건이 해결되는 과정에서 이양인 윌리엄이 제주목에 들켜버리고 제주도 감찰사 박규에 의해 윌리엄은 한양으로 압송된다.
버진은 월해금법을 어기고 남장하여 필립이와 함께 윌리엄을 추적한다. 한양가는 길에서 남사당패 '락혼'과 허세겸 등 새로운 인물들과 조우한다. 박규와 재회하고 윌리엄도 찾아내지만 버진이나 윌리엄이나 밀입국신분이라서 불안한 생활을 겪는다. 을축년(1625년) 소띠
윌리엄 스펜서
영국 귀족 집안의 자제. 학업, 지위, 재산, 여자 등 모든 것에 관심 없고 오직 하나, 아름다운 동양의 문화를 동경하며 화란(네덜란드)의 무역선으로부터 이것저것 사들이는 것이 취미인 호기심 많은 청년이다. 어머니의 구박에 못 이겨내던 참에 요강의 정체를 신비로운 도자기라 오해하여 결국 가출, 나가사키로 가는 무역선에 밀항한다. 홀란디아호가 난파하는 바람에 제주도로 표류하지만 좀녀 버진이의 도움으로 목숨을 부지하고, 특유의 천진함으로 제주도에 대단히 잘 적응한다. 제주도에 표류하였던 다른 이양인들과 달리 행운이 잘 따라주어 자신을 도와주는 사람들을 많이 만난다. 제주민에게 발각되면서부터는 벽랑국 사자로 백색증 환자로 둔갑하며 어찌어찌 잘 넘어간다. 그러나 진상품 도난사건의 현장을 목격하면서부터 제주목 이방을 비롯한 범인들에 의해 정체가 탄로나고 누명을 당한다. 진상품 도난사건이 잘 마무리 된 후 박규의 손에 의해 한양으로 압송당한다.
뭍으로 올라오자 박규와 헤어져버리고 남사당패 '락혼'에 의탁한다. 한양에서 마침내 버진이와 조우하고 버진이와 함께 다시금 너른 바다로 나아가고 싶어한다. 자신을 구해주고 지켜준 버진을 깊이 아끼고 있다. 18살 1622년 개띠
박규
한양에서 제주도로 온 유배 선비. 양반 특유의 거만함과 어리석음을 버리지 못하였으나 버진이네 집에서 의탁하며 산방골 사람들과 어울린 덕분에 서서히 변화한다. 특히나 버진 어멍의 가혹한 구박과 장원빈의 백치미를 곁들인 부려먹기로 제주 생활에 완벽히 적응한다. 하지만 실상 정체는 제주도 감찰사로서 제주 대정현 진상품 밀수밀매 사건을 수사하기 위해 조정에서 특별히 내려보낸 암행어사이다. 암행활동중에 뜻하지 않게 이양인을 발견하게 되는데 엎친데 덮쳐서 이양인 윌리엄은 밀수밀매 현장의 유일한 증인이 되어버린다. 윌리엄은 어디로 튈 지 모르고 버진이의 존재 또한 박규에게 원인모를 감정을 불러일으킨다. 게다가 관아에서까지 심상찮은 냄새를 느끼고 박규에게 미행을 붙이기 시작한다. 6개월여의 활동으로 박규는 성공리에 제주 대정현 진상품 밀수밀매 사건을 마무리 짓는다. 본래 박규는 윌리엄을 조용히 청나라로 보내주려고 하였으나 공무원 나졸의 감시를 통하여 이양인의 존재가 탄로나면서 할 수 없이 본인이 직접 윌리엄을 한양으로 압송한다.
제주도에서 생활하면서 버진이에게 연정을 품게 되지만 양반으로서 정신을 차리고 뭍으로 돌아가버린다. 하지만 윌리엄을 찾아 월해금법을 위반하고 올라온 버진을 보자 그만 주체할 수 없는 감정에 막막하다. 윌리엄을 훈련도감에서 일하는 박연에게 데려가 주려고 하지만 윌리엄은 실종되어버린다.
홍문관 대제학 박대감의 장남으로 부모님과 누이가 하나 있다.  어렸을 적 대전 큰아버지댁으로 양자로 간 적이 있어 그때 허세겸 허홍란 남매를 처음 만났다. 위로 형 박명이 있었으나 어려서 병으로 일찍 죽어 지금은 박규가 장남이다. 스무살 1620년 원숭이띠 182cm
얀
일본인이었으나 네덜란드인으로 귀화하여 나가사키와 바타비아를 오가며 무역하는 상인이다. 윌리엄의 친구로 동양의 문화를 소개하고 진귀한 물건들을 가져다주는 일로 짭짤하게 수익을 올려왔다. 설탕 마니아로 윌리엄 집의 사탕을 미치도록 좋아한다. 윌리엄과 함께 홀란디아호를 타고 나가사키로 향하다가 제주도로 표류하는 바람에 팔자에 없던 고생을 윌리엄때문에 더욱 하게 된다. 과거 어린 시절에 일본 나가사키항에서 자라며 조선인 도공마을에서 지낸 적이 있어 조선말에 익숙하다. 제주도 감찰사 박규의 활약으로 제주도에서의 일이 일단락되고 윌리엄은 뭍으로 압송되자 얀은 버진 일행과 헤어지고 홀로 나가사키로 뜬다.

### 제주도
최잠녀
제주도 산방골 무적의 해녀부대 대장(대상군). 제주 최고미남 장원빈을 사로잡아 버금, 버진, 버설 자매를 낳았다. 매일 땡땡이를 치려는 버진이를 못마땅하게 생각한다. 남편 장원빈과 함께 '야판'씨를 최초로 발견했다.
장원빈
최잠녀의 남편이자 버금,버진,버설 자매의 아방이다. 출중한 외모로 젊은 시절엔 팬클럽을 몰고 다녔지만 최잠녀의 남자가 된 후 팬클럽은 분산되었다. 친절한 말투를 가지고 있지만 이를 사용해서 박규의 백치미를 악용해 은근히 박규를 부려먹는다.
장버금
버금,버진,버설 자매의 첫째. 공무원과 눈이 맞기 전엔 박규를 좋아했다. 동생 버진이가 매일 불평만 하면서도 언제나 모든 것을 다 가지자 질투하며 불쾌히 여긴다. 버진이가 전복따기 대회에 나갔을 때 점심밥에 약을 타고 골려주려고 하지만 버진이가 바닷속에서 죽을 뻔 하자 크게 뉘우치며 반성한다. 공무원 포졸과 사귀는 사이이다.
장버설
버금,버진, 버설 자매의 막내. 그림 솜씨가 아주 뛰어나다. 말이 거의 없다.
고바순
장원빈 팬클럽 회장으로 젊었을 적 장원빈을 사모하여 장원빈을 차지한 최잠녀에게 도전했다가 지고 최잠녀를 미워하였다. 그러나 그의 마음은 최잠녀에 대한 사랑으로 바뀌고, 그 후로 자주 산방골에 시비를 걸어오지만 실상은 최잠녀를 연모한 곡절이다.
할방
광해군. 강화도로 위리안치 되었다가 제주도로 유배온지 4년째이다. 푸른 눈 소나이(박연)를 본 적이 있다. 버진이의 친구이다. 진상품 도난사건을 처리하는 데 일조한다.
공무원
제주목 나졸. 제주목 김이방의 수하로 박규의 뒤를 쫓아 감시한다. 박규를 진상품 도난사건의 범인으로 의심하였으나 정체를 알고 박규에게 협조한다. 진상품 도난사건에 공을 세움으로써 포졸로 승진한다. 버금이와 눈이 맞는다.
제주목 김이방
진상품 도난사건의 장본인. 진상품 밀무역을 하던 차에 운좋게 이양인(윌리엄)이 출현하자 누명을 씌우려고 한다. 공무원을 시켜 윌리엄에게 누명을 씌울 수 있는 증거를 마련하게 하고 불량배들을 시켜 공무원을 죽이려 하지만 공무원이 광해군의 도움으로 살아남자 도망을 치려다 잠녀들에게 붙들린다.
한필립
상선에서 심부름꾼 노릇을 하는 꼬마로 좋아하는 버진이의 환심을 사기위해 종종 진기한 선물을 가져온다. 탈세, 병역기피자 신분이라서 도망다니는 중이다. 버진이의 부탁으로 윌리엄을 찾아 함께 뭍으로 올라온다.8권에서 허세겸이 '락혼'에 나타나서 윌리엄이 도자기 가마에서 요강과 바꿔온 희귀 도자기'황룡각천변동'을 주면 버진과 만나게 해주겠다고 해서 윌리엄은 필립을 보냈는데, 그 후로 소식이 없어졌다.

### 한양
허세겸
대전에서 박규와 동문수학한 사형사제 사이. 양반이지만 장사꾼 노릇을 하며 조선팔도 최고의 거상 유상단을 이끌고있다. 사람좋은 성정으로 민중들의 사랑을 받지만 사실은 목적을 위해서라면 수단과 방법을 가리지 않는 잔악한 사람이다. 박규가 제주 진상품 밀수밀매 사건을 성공리에 수사한 덕분에 제주도 밀무역이 막힌다. 이에 이양인 윌리엄과 제주 여자 버진이를 약점으로 삼아 뒤에서 몰래 박규에게 복수를 준비중이다. 28살 180cm AB형
허홍란
대전에서 박규가 자신을 구해준 이래로 연모하고 있다. 참한 겉모습과 달리 입이 몹시 험하다. 허세겸의 누이동생. 16살
박선
박규의 누나. 검술과 말타기에 능한 여장부이며 박대감댁의 실질적인 가장이다. 그러나 성격은 불같다. 21살.
걸조 아재
병자호란때 박연과 전우로 함께 싸웠다. 현재는 대출수금 남매와 함께 남사당패 '락혼'을 이끄는 우두머리다. 부업으로 일수를 한다. 대출수금 남매가 전쟁고아였을 때 노비로 팔려가는 것을 막고 거두어주었다.
대출수금 남매
걸조 아재와 함께 남사당패 '락혼'을 이끄는 우두머리로 오빠는 '대출'이고 여동생은 '수금'이다. 그러나 대출이는 여자처럼 생겼고 수금이는 힘세고 남자처럼 생겨서 둘은 이름을 서로 바꿔 쓴다. 대출(수금)이는 여자행세를 하며 춤을 추고 수금(대출)이는 남자행세를 하며 가야금을 연주한다. 함경도 출신이었는데 병자호란때 전쟁고아가 됐다가 걸조아재의 눈에 띄어서 남사당패가 되었다.

## 관련 지식
- 역사적 사실에 따르면 17세기경 제주도에서는 나체로 물질하였다고 한다.[6][1]
- '박규'란 이름은 《윙크》편집부에서 생각해낸 것이다. 일수쟁이 '수금'과 '대출'의 이름은 오산소(오경은) 편집장의 아이디어이다.[4][1]
- '버진'이란 이름은 '윌리엄이 처음 발견하는 섬, 처녀지'라는 뜻에서 유래한다.[1]
- 담당기자가 제주도 출신으로 제주도 방언을 비롯한 많은 도움을 받는다고 한다.[1]
- 제주 목사들이 대대로 쓴 역사서에 따르면 밀수사건에 대한 구체적인 자료는 없지만 그런 일이 빈번했다고 한다.[1]
- 박규를 스승님으로 모신 도령 다섯은 아이돌 그룹 빅뱅을 모델로 하였다.[1]

## 작품에서 등장한 소재들

### 역사적 배경
- 헨드릭 하멜, 하멜 표류기, 네덜란드 동인도 회사
- 이삼평, 이마리 도기, 도자기 전쟁
- 길리시단, 나가사키
- 광해군, 인조
- 박연, 병자호란
- 봉림대군, 심양, 용골대
- 탐라순력도, 조선시대 제주도
- 기우제, 삼별초
- 암행어사
- 김삼의당(1769년)의 〈추야월〉
- 남사당패, 장리

### 제주도 문화
- 설문대 할망, 이어도
- 전복, 빙떡, 상에떡
- 돌하르방
- 벽랑국, 삼성혈, 제주도 개벽설화
- 양을나, 고을나, 부을나
- 마상격구

## 서지 정보
- 《탐나는도다》

1권, 2007년 6월 30일 초판발행, 서울문화사, ISBN 978-89-532-7971-1
2권, 2007년 10월 25일 초판발행, 서울문화사, ISBN 978-89-532-8125-7
3권, 2008년 2월 29일 초판발행, 서울문화사, ISBN 978-89-532-8455-5
4권, 2008년 7월 15일 초판발행, 서울문화사, ISBN 978-89-532-8792-1
5권, 2008년 9월 30일 초판발행, 서울문화사, ISBN 978-89-532-5687-3
6권, 2009년 2월 28일 초판발행, 서울문화사, ISBN 978-89-532-0553-9 {{isbn}}의 변수 오류: 유효하지 않은 ISBN.
7권, 2009년 6월 30일 초판발행, 서울문화사, ISBN 978-89-532-0700-7 {{isbn}}의 변수 오류: 유효하지 않은 ISBN.
8권, 2009년 10월 31일 초판발행, 서울문화사, ISBN 978-89-263-0821-9
9권, 2010년 2월 28일 초판발행, 서울문화사, ISBN 978-89-263-0970-4
10권, 2010년 6월 24일 초판발행, 서울문화사, ISBN 978-89-263-1593-4
11권, 2010년 10월 29일 초판발행, 서울문화사, ISBN 978-89-263-1709-9
12권, 2011년 2월 28일 초판발행, 서울문화사, ISBN 978-89-263-1794-5
13권, 2011년 6월 30일 초판발행, 서울문화사, ISBN 978-89-263-1941-3
14권, 2011년 10월 20일 초판발행, 서울문화사, ISBN 978-89-263-2634-3